# Ich bin auch ein Berliner
Ich bin auch ein Berliner er en dansk dokumentarfilm fra 1990 med instruktion og manuskript af Jon Bang Carlsen.

## Handling
Ikke alle blev glade, da Berlinmuren faldt. I hvert fald ikke de to unge berlinere, som bor i ingenmandsland øst for grænsen, men vest for muren. Deres hus og smågartneri er truet af storpolitikken og de mange "murspætter", der sælger brokkerne til de larmende turister. Et skævt syn på en skelsættende begivenhed i verden.